# VF-51

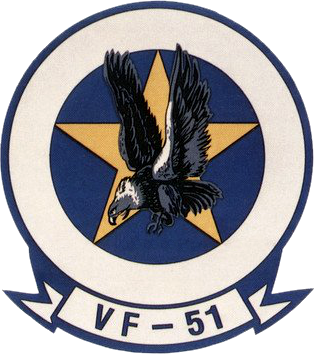
Emblema do esquadrão.

O Esquadrão Lutador 51 (VF-51) foi uma unidade de aviação da Marinha dos Estados Unidos conhecidos como os "Águias Altas". Originalmente estabelecido como VF-1 em 1 de fevereiro de 1943, redesignado como VF-5 em 15 de julho de 1943, redesignado como VF-5A em 15 de Novembro de 1946, redesignado como VF-51 em 16 de agosto 1948 e desestabilizado em março de 1995.